# L'orso e la bambola
L'orso e la bambola (L'ours et la poupée) è un film del 1970 diretto da Michel Deville.